# Coupe du monde féminine de cyclisme sur route 1998
Navigation
Coupe du monde 1999
La Coupe du monde de cyclisme sur route féminine 1998 est la 1re édition de la Coupe du monde de cyclisme sur route féminine. Cette édition a eu lieu entre le 29 mars et le 27 septembre.
C'est la coureuse lituanienne Diana Žiliūtė qui remporte le classement final.

## Courses
| # | Date         | Course                                        | Vainqueur              | Équipe                    | Leader de la coupe du monde |
| - | ------------ | --------------------------------------------- | ---------------------- | ------------------------- | --------------------------- |
| 1 | 29 mars      | Sydney World Cup                              | Deirdre Demet-Barry    | Saturn Cycling Team       | Deirdre Demet-Barry         |
| 2 | 7 juin       | Liberty Classic                               | Petra Rossner          | Québec-Air Transat        | Deirdre Demet-Barry         |
| 3 | 13 juin      | Coupe du Monde de Montréal                    | Diana Žiliūtė          | Ebly                      | Diana Žiliūtė               |
| 4 | 8 août       | Trophée International de Saint-Amand-Montrond | Alessandra Cappellotto | Acca Due O-Lorena Camicie | Hanka Kupfernagel           |
| 5 | 13 septembre | Tour Beneden-Maas                             | Diana Žiliūtė          | Ebly                      | Diana Žiliūtė               |
| 6 | 27 septembre | Grand Prix Guillaume Tell                     | Zulfiya Zabirova       | Acca Due O-Lorena Camicie | Diana Žiliūtė               |

## Classement final[1]
| #  | Cycliste               | Points                    | 1  | 2  | 3  | 4  | 5  | 6  | Total |
| -- | ---------------------- | ------------------------- | -- | -- | -- | -- | -- | -- | ----- |
| 1  | Diana Žiliūtė          | Ebly                      | 6  | 50 | 75 | 35 | 75 | 30 | 271   |
| 2  | Alessandra Cappellotto | Acca Due O-Lorena Camicie | 8  | 24 | 6  | 75 | 15 | 6  | 134   |
| 3  | Deirdre Demet-Barry    | Saturn Cycling Team       | 75 | 21 | 0  | 0  | 30 | 0  | 126   |
| 4  | Elsbeth van Rooy-Vink  |                           | -  | -  | -  | 27 | 10 | 50 | 87    |
| 5  | Edita Pučinskaitė      | Acca Due O-Lorena Camicie | 27 | 0  | 30 | 30 | 0  | 0  | 87    |
| 6  | Petra Rossner          | Québec-Air Transat        | 0  | 75 | -  | 9  | 0  | -  | 84    |
| 7  | Zulfiya Zabirova       | Acca Due O-Lorena Camicie | -  | -  | 0  | 0  | -  | 75 | 75    |
| 8  | Catherine Marsal       | Edil Savino               | 1  | 0  | 15 | 50 | 0  | 9  | 75    |
| 9  | Jeannie Longo          | Ebly                      | 10 | 0  | 50 | 3  | 0  | 0  | 63    |
| 10 | Karen Bliss Livingtson | Saturn Cycling Team       | 24 | 27 | 0  | 8  | -  | -  | 59    |